# Caprezzo
Caprezzo är en ort och kommun i provinsen Verbano Cusio Ossola i regionen Piemonte i Italien. Kommunen hade 169 invånare (2018).